# Mahmoud Tounsi
Mahmoud Tounsi (arabisch محمود التونسي, DMG Maḥmūd at-Tūnisiyy; * 13. Dezember 1944 in Menzel Temime; † 12. April 2001 ebenda) war ein tunesischer Maler und Schriftsteller.

## Leben
Er besuchte in seiner Heimatstadt die Grundschule und danach die weiterführende Schule in Tunis. Danach ging er an das Institut des Beaux-Arts in Tunis, wo er unter anderem bei Abdelaziz Gorgi studierte. Anfangs in der Verwaltung und später beim Sitz des staatlichen Rundfunks ERTT beschäftigt, wurde er später Kunstlehrer am Gymnasium seiner Heimatstadt. Am 20. August 1972 heiratete er dort Nesria Saidi. Er lebte zwei Jahre mit ihr in Paris und kehrte 1975 nach Tunesien zurück.
Als politischer Aktivist war er 1977 Mitbegründer des Nationalen Freiheitsrats (Conseil national des libertés), aus dem später die Tunesische Menschenrechtsliga (Ligue tunisienne des droits de l'homme, LTDH) entstand. Nachdem er zeitweise im Mouvement des Démocrates Socialistes aktiv gewesen war, wechselte er später in die regierende Konstitutionelle Demokratische Sammlung (RCD). Im Jahr 2000 wurde er Bürgermeister seiner Heimatstadt. Er starb ein Jahr später bei einem Autounfall.
Tounsi wurde in den 1970er Jahren durch seine Gedichte und Kurzgeschichten bekannt. Später begann er, sich für die Malerei zu interessieren, nahm ab den 1980er Jahren regelmäßig an Einzel- und Gruppenausstellungen teil und verkaufte mehrere seiner Gemälde.